# 巴馬丹拿
巴馬丹拿（英語：Palmer & Turner Group，P&T），曾經稱為公和洋行，是一个在远东地区历史悠久的英國投资建筑与工程事务所，服务范围包括规划设计、建筑结构以及机电工程。
自1868年成立以来，该机构已经在许多亚洲城市、特别是上海和香港設計了大批知名地標，对这两个城市的中心区（外滩和中环）风貌的形成起到重要作用，外灘和中環的建築群可說是巴馬丹拿從20世紀到現在的作品展示廳。

## 历史

### 19世纪
巴馬丹拿的历史最早可以追溯到1868年，是由一位英国建筑师威廉·萨尔维（William Salway）在香港创立。1858年，他从英国出发，途经香港前去探望在澳洲的父母，却在香港停留了下来。十年后的1868年10月1日，他在香港开创了自己的建筑事务所，也就是后来的P&T的前身。1870年，事务所加入了一位随军的测量师 W. 威尔森（W. Wilson）。
1880年代，年轻的建筑师卡文·巴馬（Clement Palmer，1857年—1953年）加入该事务所，不久他参加汇丰银行总行大厦（第二代）的设计竞赛并获胜，他的成功奠定了巴马在事务所的地位，他成为此后近30年事务所的设计主持。1895年，他和合伙人、结构工程师亞發·丹拿（Arthur Turner）两人被授予英国皇家建筑师学会会员资格（RIBA），事务所也以他俩的名字重新命名为 Palmer & Turner Architects and Surveyors。

### 上海时期
1912年（民国元年），事务所派乔治·威尔森（George Leopold Wilson，1880年—）和洛根（M. H. Logan）前往上海开设分所，并开始使用「公和洋行」这个中文名称。几年以后，威尔森和洛根成为事务所的正式合伙人和主持人，于是将总部从香港迁到上海。
乔治·威尔森来到上海后接到的第一个设计任务是位于外滩4号（现在改为3号）的有利大楼，这是上海第一座采用钢框架结构的建筑，外观基本属于仿文艺复兴风格。1916年大楼建成，公和洋行也在上海获得了承认，并将行址迁入该楼。
此后直到1937年中日战争爆发，公和洋行在上海陆续设计了一批颇具水准的建筑作品，成为上海实力最为雄厚的建筑设计机构。上海外滩建筑群中约有10座是他们的手笔，几乎占到总数的一半，其中堪称代表作的有汇丰银行大楼、江海关大楼、沙逊大厦和中国银行大楼。这些建筑今天均已被列为上海市优秀近代建筑和全国重点文物保护单位。
1930年代末，公和洋行因日本侵華戰爭而撤回香港，至1983年重返中國大陸。

## 现状
巴馬丹拿从中国大陆撤出后，继续以香港为基地发展业务，一般多採用中文名称巴马丹拿。1970年代，随着香港及整个亚太地区的经济起飞，机构规模也日益壮大。1983年自抗日戰爭撤出中國大陸後再次返回大陸。至今，员工人数也从1960年代初的60多名发展到1,200多名，并陆续在以下地区设立分公司，拓展业务：
- 香港
- 新加坡
- 台湾
- 泰国
- 马来西亚
- 中国（總部設於上海，下設深圳、重慶、武漢及澳門四個辦事處）
- 中東（於杜拜、阿布達比及多哈設辦事處）

巴馬丹拿集團處理的項目已不只集中於區內，更處理遠至印度、中東、紐西蘭、夏威夷及美加，承辦項目涵蓋銀行、商業、工業、教育、公共設施、酒店、住宅、城市設計和綜合發展專案等。与以往相比，该机构的建筑呈现出风格多元丰富的特色，体现多种文化传统和地域特征的影响，并赢取过香港与外地的许多奖项。
目前，巴马丹拿的合伙人已经不单只有英国背景，而是来自世界各地（例如木下一為日裔加拿大人，而現任主席李華武為瑞士裔），其中也有相当比重为香港本地建筑师。
2003年，该机构在全球排名第52名。
2019年公布全球建築排名WA100，該機構在全球排名位在第35名。

## 各年代作品

### 19世纪
- 德國會所：1872年落成，是巴馬丹拿的第一件作品。[2]
- 第二代香港滙豐總行大廈（1886）：巴马为汇丰总行大厦的前后部分设计了两个完全不同的立面，面向德辅道的一边（当时临海）采用了当时香港最普遍的外廊式（殖民地式），和周围的建筑保持了和谐；面向皇后大道中的一面则采用了当时英国本土流行的新古典主义式样，拥有科林斯柱廊和一个巨大的穹顶。这种独特的处理方式体现了建筑师对香港多元社会的一种理解，也得到了业主的认可。整座大廈用磚砌成，外牆以花崗石建造，四周有柱廊，屬商住兩用，還有餐廳、桌球室和住宿設施，大堂是八角穹頂[3]；这幢大厦于1886年落成，到1933年被拆除重建。
- 渣打銀行大廈：1878年落成。
- 拱北行：香港首座多層購物商場，1880年完成設計。
- 香港會所：1887年落成；為英國人高級俱樂部香港會所在地。

### 20世纪上半葉

#### 中國大陸

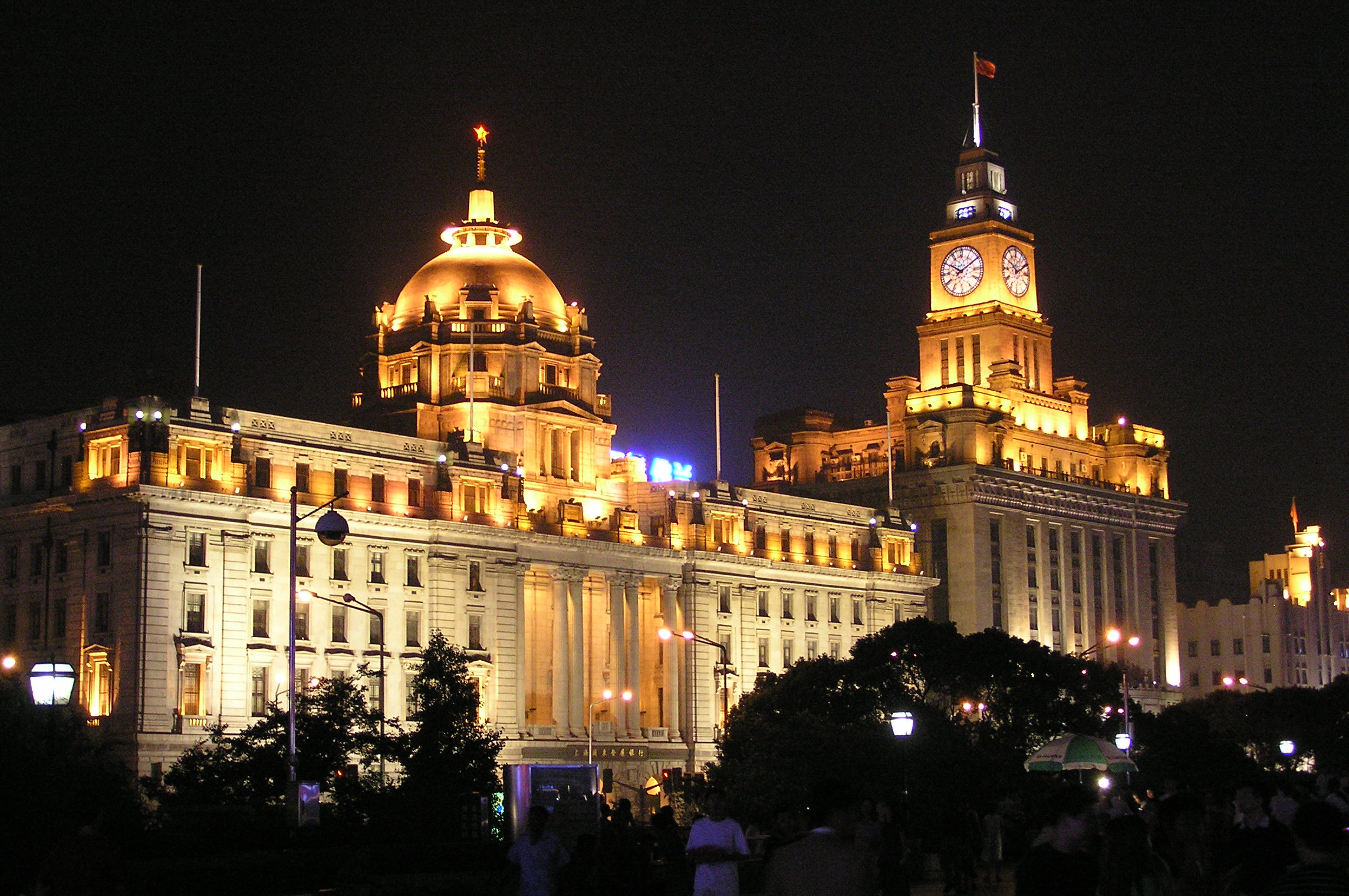
外滩滙丰银行大楼（左）与江海关（右）的夜景

- 上海汇丰银行大樓（1923）：1921年，香港上海汇丰银行已经发展成实力最雄厚的在华外资银行，并且它设在外滩12号的上海分行业务量已经超过了香港总行。于是汇丰上海分行决定投入巨资，拆除建于1877年的三层文艺复兴式旧楼，重建一座更宏伟的分行大楼。巴馬丹拿为它设计了一幢“从苏伊士运河到远东白令海峡最华贵的建筑”。正中巨大的穹顶，沿江正立面的爱奥尼亚式柱廊，粗犷的花岗石外墙，大理石、黄铜等装修材料，精美的壁画，无不有助于业主展示其财富与权势。这幢大楼的建成，同时也使上海人充分领略了巴馬丹拿对于西方古典手法的纯熟运用，为该事务所赢得了巨大声誉。

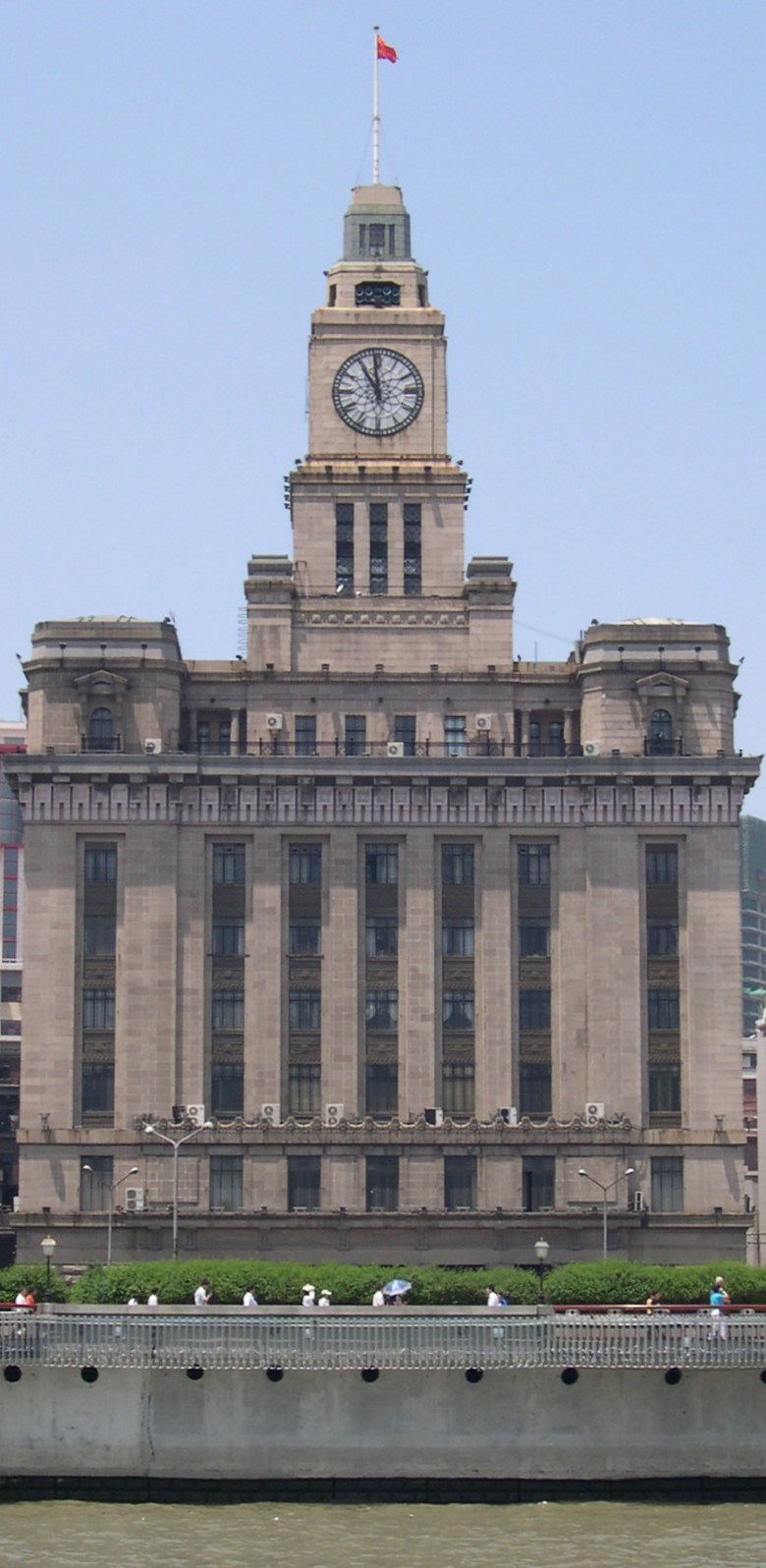
江海关大楼

- 江海关大楼：上海汇丰银行大楼的北侧紧邻中国最重要的海关——江海关。汇丰银行大楼重建后，1925年，江海关也决定拆除原有的哥特式红砖建筑，出资430万两白银，请巴馬丹拿为它设计一座新楼。1927年12月19日，江海关新楼落成，其建筑风格总体上仍属于古典主义，正立面建有风格地道的多立克柱廊。不过，顶部层层收进的钟楼所表现出的立体感和高耸感，说明巴馬丹拿的审美趣味正在趋向于艺术装饰主义风格。

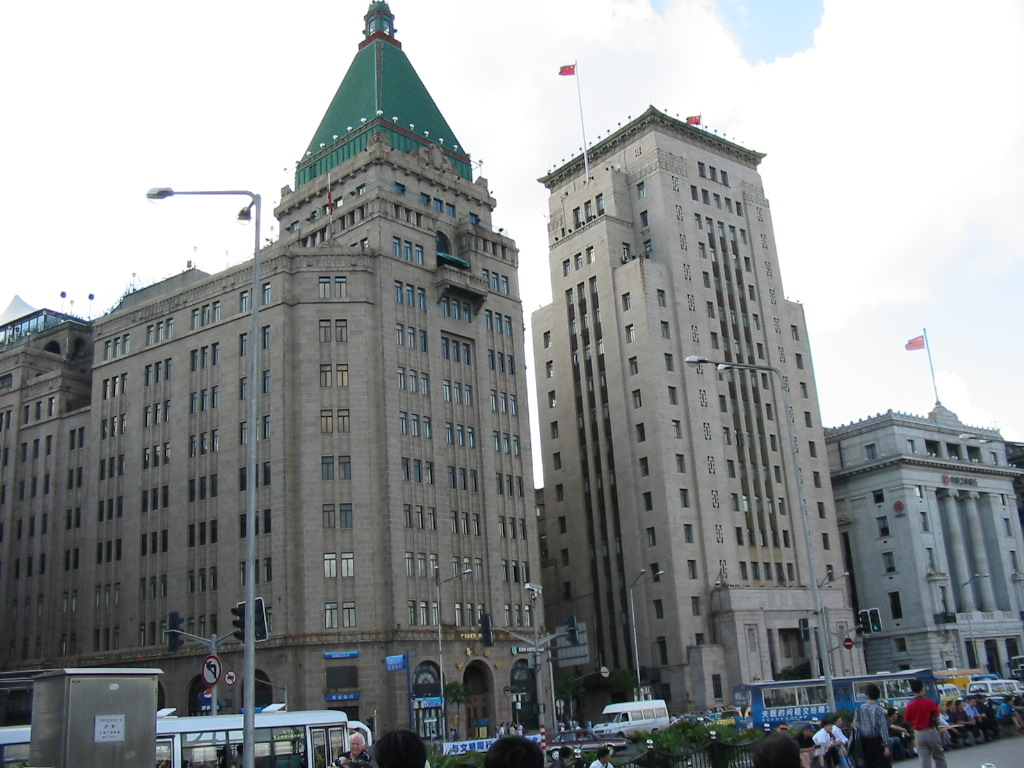
从左向右: 沙逊大厦、上海中国银行大楼和横滨正金银行大楼

- 沙逊大厦：1926年，巴馬丹拿设计了上海第一幢10层以上的大楼，也是上海第一幢抛弃古典风格的高层建筑。当1929年9月5日大楼落成时，它那典型的艺术装饰主义风格曾引起上海滩的轰动，它的19米高的墨绿色金字塔形铜顶多年来一直是外滩一个醒目的标志。大厦的业主是英籍犹太人沙逊家族开设的新沙逊洋行下属的华懋地产股份有限公司。新沙逊洋行利用大厦的大部分楼面开设了一个顶级的豪华饭店华懋饭店（英文：Cathay Hotel），有9个国家风格的客房。底层东大厅租给荷兰银行和华比银行，顶楼是沙逊自己的豪华住宅。1956年以后饭店名称改为和平饭店。
- 外滩中国银行大楼：外滩中国银行大楼的原址是德国总会，1917年中国对德宣战后被中国银行接管。1928年，南京政府建立以后，中国银行总行也从北京迁到上海。1936年－1937年，中国银行上海总行重建，巴馬丹拿与中国建筑师陆谦受合作设计了这座艺术装饰主义风格的17层大楼，上方是中国传统的蓝色琉璃瓦四角攒尖顶，一些细部装饰带有中国传统色彩。大楼总高70多米，略低于相邻的沙逊大厦。

| 20世纪上半葉上海其他作品列表 | 20世纪上半葉上海其他作品列表 | 20世纪上半葉上海其他作品列表 | 20世纪上半葉上海其他作品列表           |
| ---------------------------- | ---------------------------- | ---------------------------- | -------------------------------------- |
| 中文名称                     | 英文名称                     | 建成时间                     | 地址                                   |
| 有利大楼                     | Union Building               | 1916年                       | 外滩4号                                |
| 上海永安公司大楼             | Wing On Company              | 1918年                       | 南京路635号                            |
| 扬子大楼                     | Yangtze Insurance Building   | 1920年                       | 外滩26号                               |
| 格林邮船大楼                 | Glen Line Building           | 1922年                       | 外滩28号                               |
| 麦加利银行大楼               | Chartered Bank               | 1923年                       | 外滩18号                               |
| 横滨正金银行大楼             | Yokohama Specie Bank         | 1924年                       | 外滩24号                               |
| 阿哈龙犹太会堂               | Jewish Synagogue             | 1931年                       | 博物院路（已拆毁，並重建為文汇报大厦） |
| 上海亚洲文会大楼             | Royal Asiatic Society        | 1932年                       | 博物院路（虎丘路）20号                 |
| 河滨大楼                     | Embankment Building          | 1933年                       | 北苏州路310—434号                      |
| 汉弥尔登大楼                 | Hamilton House               | 1934年                       | 江西路170号                            |
| 都城饭店                     | Metropole Hotel              | 1934年                       | 江西路180号                            |
| 峻岭公寓                     | The Grosvenor House          | 1935年                       | 法租界迈尔西爱路                       |
| 中国银行大楼                 | Bank of China                | 1937年                       | 外滩23号                               |
| 上海三井银行                 | Mitsui Bank                  | 1937年                       | 九江路50号                             |
| 郭氏兄弟楼                   |                              | 1924年                       | 静安寺路1418号                         |

#### 香港

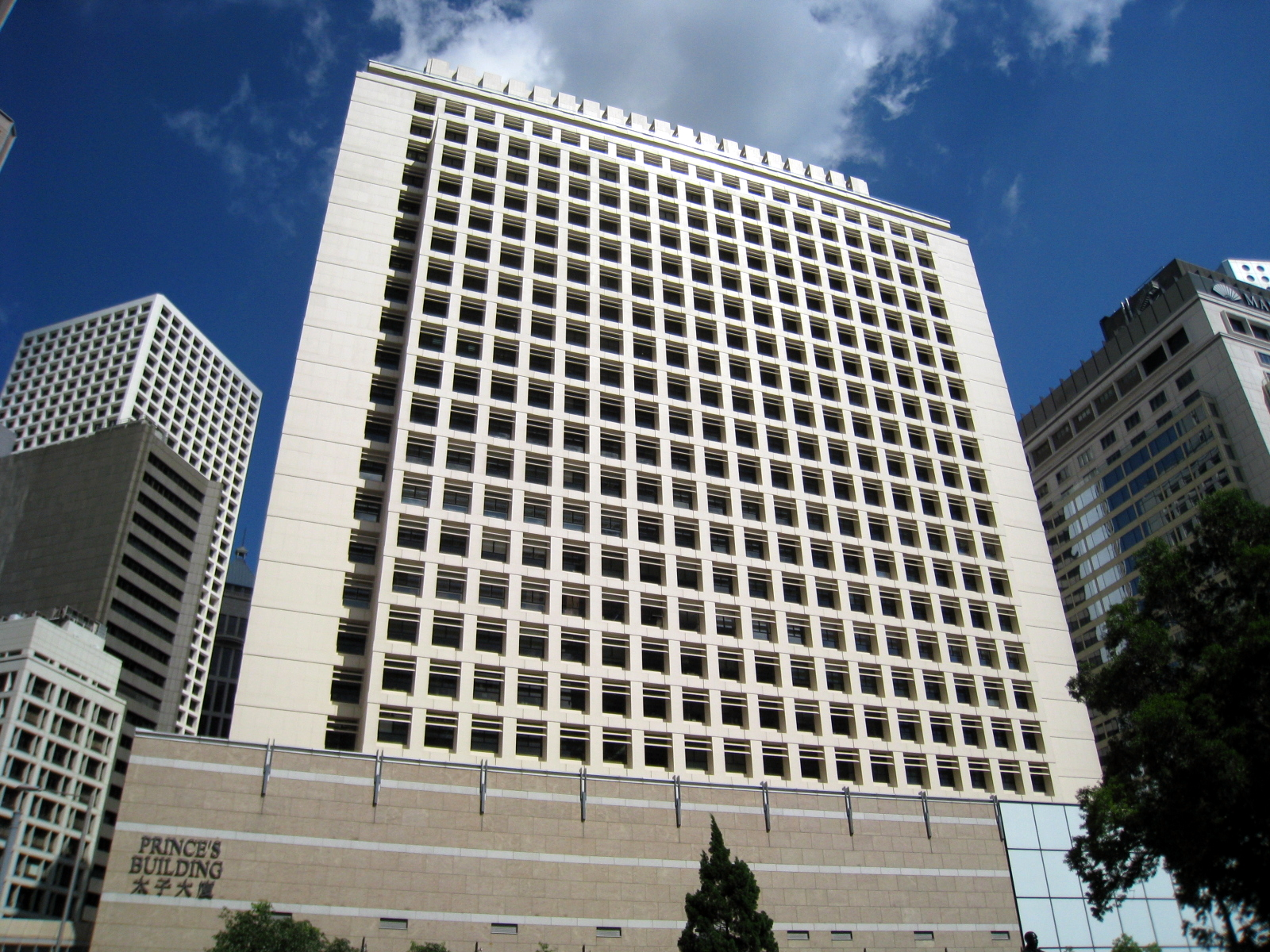
太子大廈

- 第三代香港上海滙豐銀行總行大廈：第三代總行大廈1935年建成，設計採用裝飾藝術風格，靈感取自曼克頓的高樓大廈，更是全港首座設空調建築物，設有高速升降機，大堂以歐洲大理石裝潢，圓穹天花上馬賽克拼圖描述了東西方工業與貿易往來[4]。

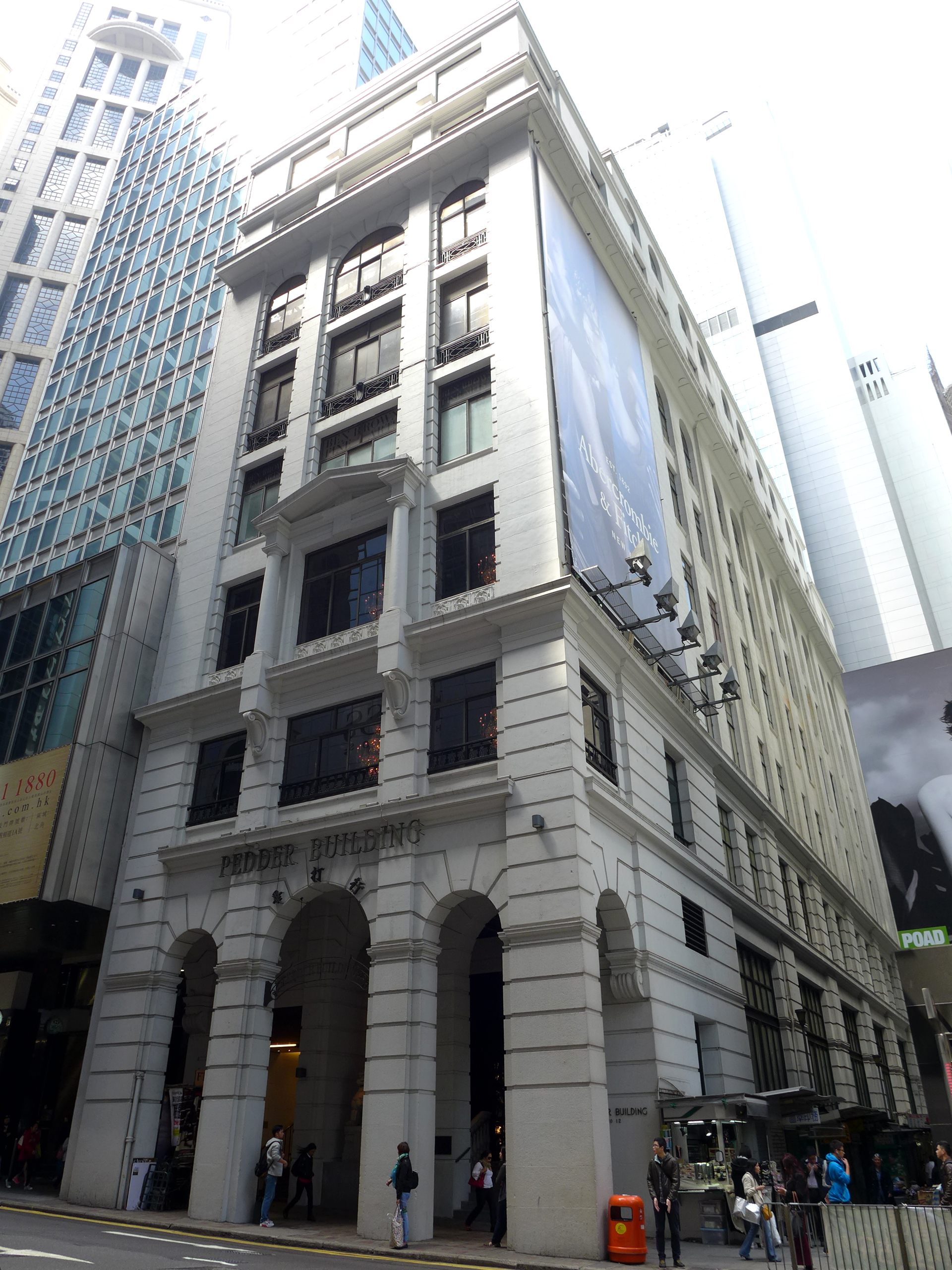
畢打行

- 畢打行：位於香港中西區中環畢打街12號，富新古典主義特色，為一座9層高建築，下面是商舖，上面用作寫字樓[5]。它是該街道上僅存的戰前建築物，列為香港一級歷史建築。

### 1950年至1999年

#### 香港

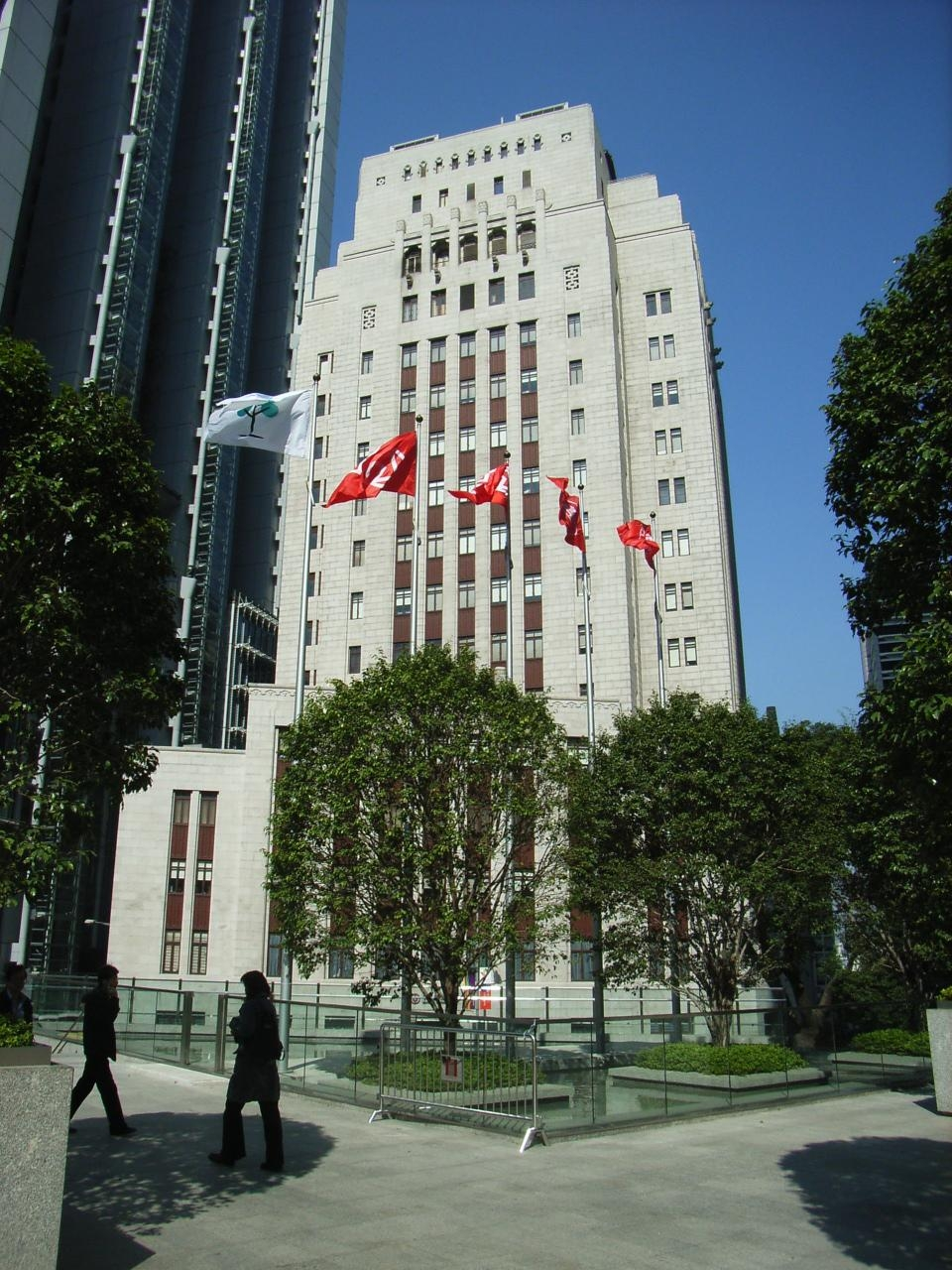
香港中國銀行大廈

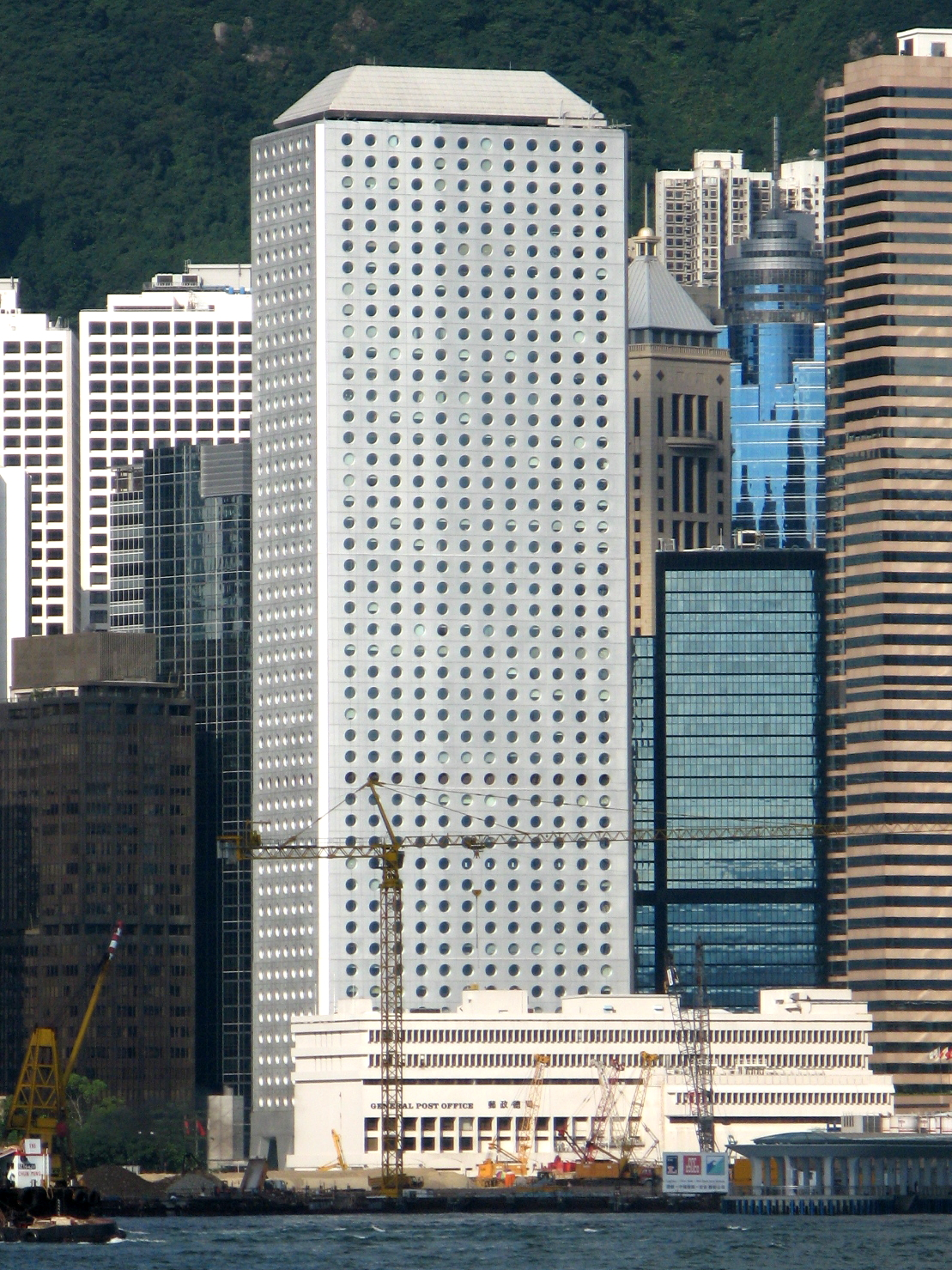
怡和大廈

自1950年到1999年的49年间，巴马丹拿在香港陆续完成20多座具有重要意义的作品，多数都属于现代风格的摩天大厦。
- 中國銀行大廈：位於中環德輔道中2A號。建于1950年代，1991年以前曾是中國銀行在香港的總部所在。它承接了1950年代上海建筑设计风格。
- 球義大廈：位於中環皇后大道中。建於1954年，重建前由傅老榕家族持有，並以傅老榕父親的別號「球義」命名。該大廈已於1987年拆卸重建為皇后大道中九號。
- 彩虹邨：位於九龍黃大仙區牛池灣，各樓宇由1962年至1964年間分期落成，為香港最早期興建的公共屋邨之一，並憑其獨特設計而榮獲香港首個建築獎項——1965年香港建築師學會銀牌獎[7]。
- 坪石邨：位於彩虹邨旁的公共屋邨，1970年落成。
- 太子大廈：位於中環遮打道10號，建於1965年，大廈樓高29層。香港置地的物業。
- 亞洲電視廣播道台址：於1968年落成啟用，用作麗的電視及後來亞視的台址，直至2007年遷出並拆卸重建為私人住宅。
- 歷山大廈：位於中環遮打道16至20號，樓高34層，香港置地物业。
- 怡和大廈：位於中環康樂廣場1號，樓高52層，香港置地物业，於1973年落成，是香港首幢摩天大樓，在1970年代曾經是香港及東南亞最高的建築物。怡和大廈前稱康樂大廈，1988年，怡和集團總部搬遷至康樂大廈，並易名為怡和大廈。圓形的窗戶設計是怡和大廈的特色。
- 置地廣塲（第一期）：位於中環畢打街11號
- 美國友邦保險大厦：1969年落成，已於2019年清拆。
- 堅尼地道電力變壓站：1970年，已拆卸。[8]
- 前北九龍裁判法院：位於深水埗大埔道292號，1960年落成。
- 救世軍卜維廉中學：校園位於九龍慈雲山毓華街100號：於1973年落成啟用。
- 梅苑：1974年落成；首座設有複式住宅單位的大廈。
- 己連拿利天橋：由工務司署委託設計，1979年落成，其設計呈三角形。
- 薄扶林沙宣道42號豪宅項目：1979年落成；12間別墅以幾何圖案佈局排列，躍層式設計。[2]
- 祖堯邨：位於新界荔景半山的房協甲類出租屋邨，於1976-1981年分期落成，其樓宇設計榮獲香港建築師學會1981年獎優異獎。
- 德福花園：位於港鐵九龍灣車廠上蓋，是世界首個鐵路上蓋發展項目，1980至82年落成。
- 興民邨：位於柴灣大潭道188號的公共屋邨，全邨三幢樓宇均樓高44層，1982年落成時曾為全港最高公共屋邨。
- 律敦治大廈：分兩期發展，1984至1985年相繼落成。
- 交易廣場：位於中環康樂廣場8號。交易廣場共有3座辦公大樓，底層設有商場，地下設有巴士總站。建於1985年。
- 渣打银行香港总行大厦：1990年交付。
- 祈德尊新邨：位於荃灣35區的房協住宅出售計劃屋苑暨甲類出租屋邨，於1989年落成，其設計榮獲香港建築師學會1989年優異獎。
- 娛樂行：位於中環，1993年建成；富有新古典主義色彩。
- 香港希爾頓酒店：位於中環皇后大道中2號，1963年落成啟用，1990年代拆卸。
- 裕景園和浪琴園：集團在早期香港設計的豪宅建築典範，同於1991年落成。
- 穗禾苑：位於新界火炭半山的居者有其屋計劃（居屋）第一期首個屋苑，落成於1981年。樓宇設計榮獲1981年香港建築師學會銀獎。
- 翠瑤苑：位於新界葵涌荔景半山的居屋屋苑，落成於1981年。
- 香港專業教育學院青衣分校：1991年設計，1994年完工。
- 嶺南大學及香港教育大學校園：分別在1994年及1997年完工。
- 力寶美衛大廈（已更名為交通銀行大廈）：1996年完工。
- 中信大廈：1997年完工；橫切面接近一個等邊三角形。
- 中滙大廈：1997年完工；橫切面呈六邊形。
- 莊士城市大廈：位於灣仔，榮獲1999年亞洲建築金獎。
- 雲咸街8號：位於中環雲咸街。
- 奧運站發展項目：1999年完成。

#### 澳門
- 威斯汀酒店：位於路環。
- 澳門中國銀行大廈：1993年落成。
- 大豐銀行總行大廈[錨點失效]：1997年落成。

#### 台灣

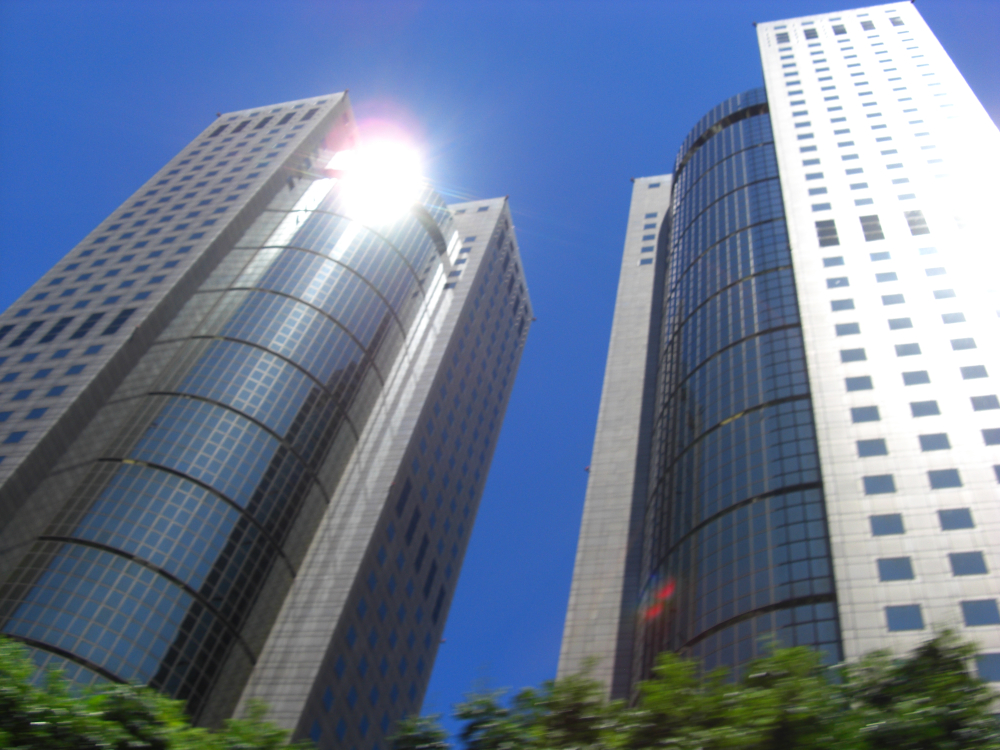
遠企中心辦公大樓

- 遠企中心辦公大樓（與台灣建築師李祖原合作設計）：1994年完工。

#### 中国大陸
- 南京金陵饭店：1983年，巴馬丹拿重新進入中国大陆市場后负责设计的第一个项目[1]；1980年代中国大陆的最高建筑。
- 北京东方广场、亮马广场
- 上海新天地

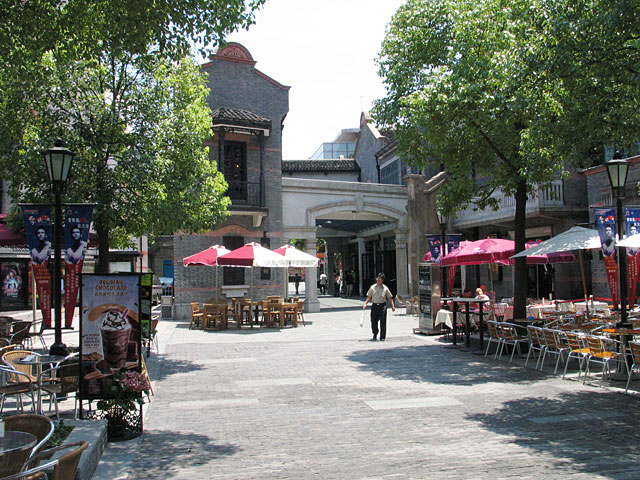
上海新天地

- 上海企業天地1、2號：榮獲白玉蘭優秀建築獎
- 上海港陆广场和中信泰富广场
- 重庆浪高君悦酒店
- 重庆越洋广场
- 佛山顺德图书馆新馆
- 桂林香江饭店：1989年完工
- 苏州喜来登大酒店：1998年完工

#### 新加坡
- 良木园大酒店：1953年落成，設計別出心裁，反映東南亞的獨特建築特色和地方色彩。
- 新置地大廈：1980年落成。
- 渣打銀行大廈：1984年落成。
- 美国友邦保险大厦：1993年落成。
- 淡滨尼新市镇住宅：1994年完成的項目，獲首個公共房屋設計獎殊榮。
- 新加坡管理學院

#### 泰国
- 长春广场
- 曼谷皇家胡姬喜来登酒店：1983年完成。[9]

#### 印度尼西亞
- 雅加達文華東方酒店：1978年落成。
- 雅加达世貿中心（英语：World Trade Center Jakarta）：1984年落成。
- 印度尼西亞國家銀行：曾為印尼最高的建築物，1988年落成。

### 21世纪

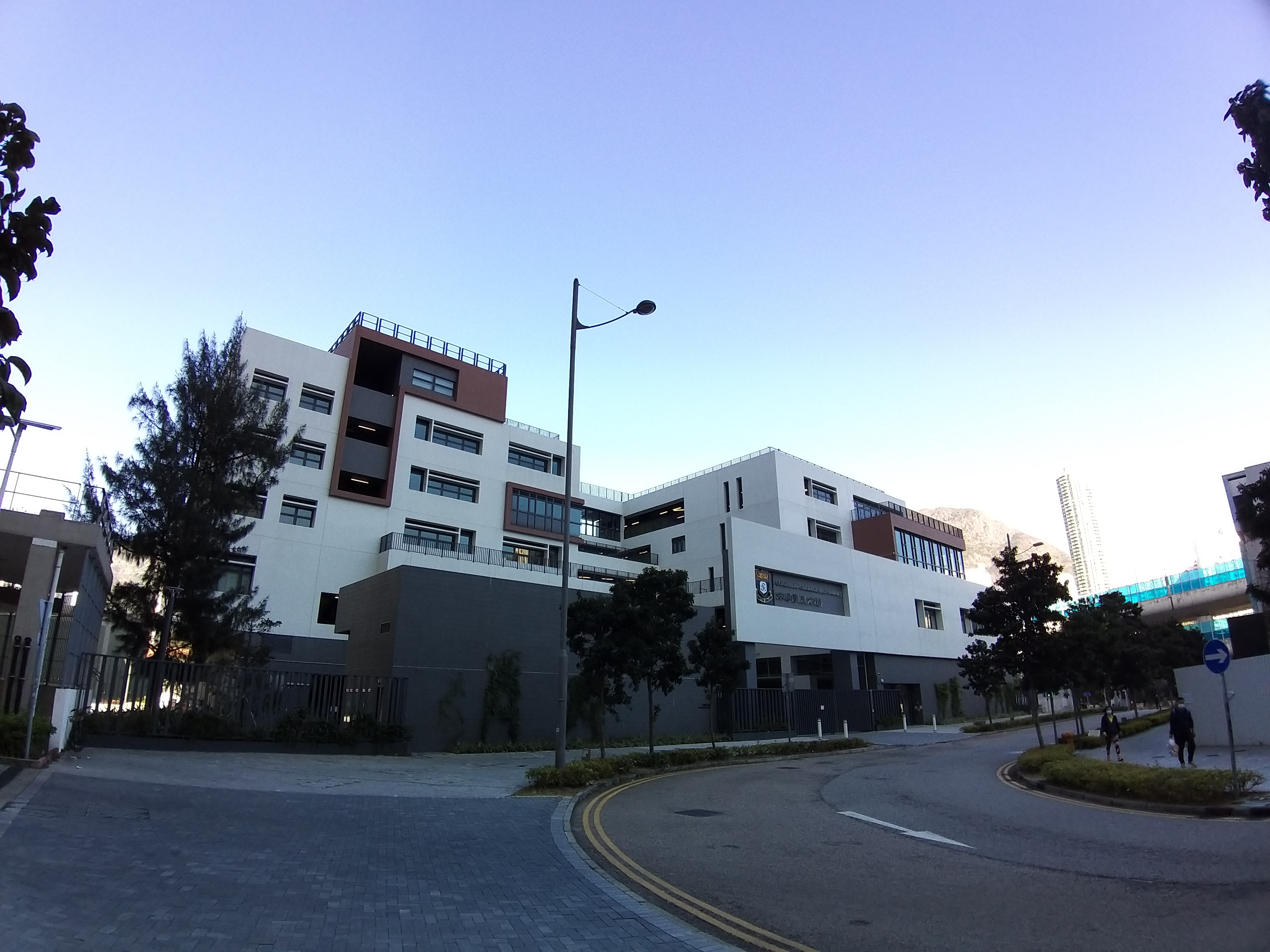
文理書院（九龍）新校舍

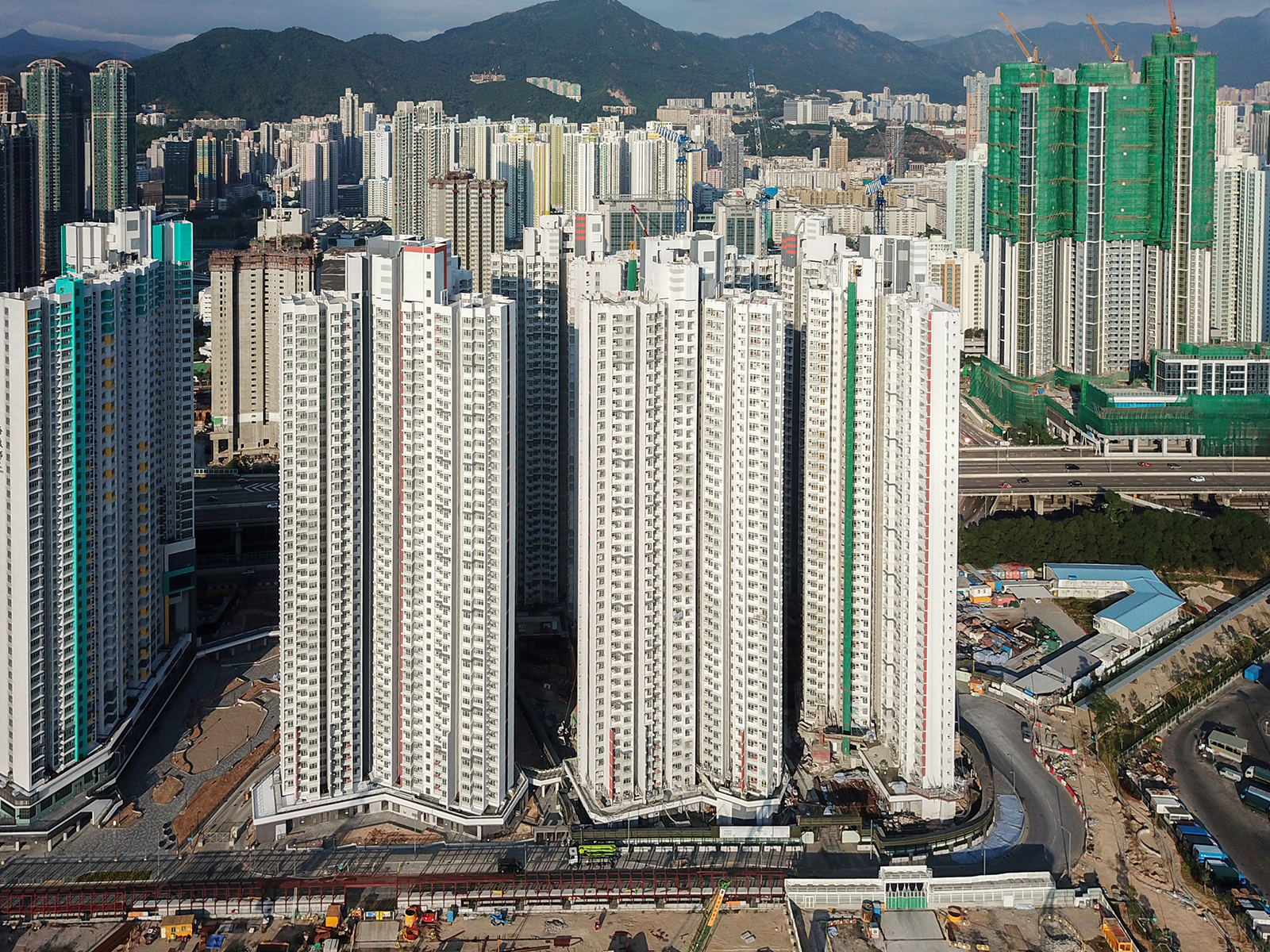
凱樂苑

#### 香港
- 君臨天下：2003年落成，港鐵九龍站上蓋豪宅項目。
- 葵涌邨五期及葵馥苑（葵涌邨第七期，原為居屋，現政府宿舍）：分別於2005年及2003年落成。
- 俊宏軒：位於天水圍北部的私人參建公共屋邨項目，獲2006年優質建築大獎。
- 聖公會聖馬利亞堂莫慶堯中學及聖公會聖安德烈小學：位於深水埗近海麗邨的一組中、小學校舍，2006年落成。
- 創興銀行中心：位於中環德輔道中，創興銀行總行所在；2006年落成。
- 山頂天比高：2007年落成；採用階梯式設計的4間獨立屋。[2]
- 深井天主教小學：2009年落成。
- 將軍澳運動場及香港單車館[10]
- 香港知專設計學院與香港專業教育學院（李惠利）[10]：2010年落成啟用。
- 天晉II、IIIA、IIIB及海天晉：位於將軍澳南，於2014年至2017年間落成。
- 柏傲山：位於銅鑼灣天后 (香港)，2016年完工。
- 東華三院黃笏南中學原址重建：位於九龍塘牛津道，由建築署委託設計，2016年完工。
- 香港理工大學本部校舍及何文田學生宿舍
- 聖方濟各大學：位於將軍澳近調景嶺站，2016年完工，其設計榮獲優質建築大獎2018。
- 港怡醫院：位於黃竹坑的私家醫院，2016年完工。
- 元朗文化康樂大樓[10]：呈橢圓形設計，2016年完工。
- 文理書院（九龍）：位於九龍啟德啟晴邨旁，由建築署委託設計，2019年完工，於2016年獲香港綠色建築議會頒發「環保建築大獎」優異獎。
- 思貝禮國際學校：位於將軍澳峻瀅側，2018年完工。
- 海盈邨：位於深水埗西九龍填海區的公共屋邨，共兩座，於2018年落成。
- 凱樂苑：位於深水埗西九龍填海區的居屋屋苑，共五座，於2018年11月至2019年8月間落成。
- 凱德苑：位於深水埗英華書院側的居屋屋苑，共一座，於2020年落成，此前於2016年獲香港綠色建築議會頒發「綠建環評社區」先導評估項目最高級別的鉑金評級。
- 啟朗苑：位於啟德發展區居屋屋苑，共三座，於2019年2月落成。
- 匯璽：港鐵南昌站上蓋物業，於2017至2019年完工。
- 東灣莫羅瑞華學校：位於屯門的群育學校，於2019年完工。
- 日出康城7期MONTARA、GRAND MONTARA：2017年中批則動工，2021年完工。
- 愉景灣17期：2017年中批則動工，於2018年完工。
- 南商金融創新中心：位於長沙灣荔枝角道888號，2021年落成。
- 天水圍第109區文物修復保存中心：位於天水圍第109區，由建築署委託設計，預計2026年完工。
- 藍塘傲：位於將軍澳南唐賢街29號，2018年落成。
- 東華三院包玉星學校：位於香港專業教育學院（李惠利）舊址南部，為一組兩座特殊學校校舍，由建築署委託設計，預計2026年完工。
- 保良局蕭漢森小學：位於火炭星凱·堤岸的預留用地內，由建築署委託設計，2024年完工。
- 映築：位於深水埗青山道233號，2023年完工。
- 明華大廈重建第二期：位於筲箕灣東部的房協屋邨，完工日期待定。
- 郭怡雅神父紀念學校：位於凱樂苑側，由建築署委託設計，預計2025年完工。
- 港鐵黃竹坑車廠上蓋第一期晉環、第二期揚海：位於港鐵黃竹坑車廠上蓋，分別由兩個不同財團與港鐵合作發展，2023年完工。
- 入境事務處總部：位於將軍澳67區，由建築署委託設計，預計2024年完工。
- 匡智獅子會晨崗學校：位於灣仔愛群道，由建築署委託設計，預計2028年完工。
- 馬鞍山103區文康綜合大樓：位於馬鞍山市中心近馬鞍山警署，完工日期待定。
- 安樺苑及安柏苑：分別位於安達臣道石礦場發展計劃R2-6及R2-7地盤，預計2025年完工。
- 香港天文台副樓：位於尖沙咀，由建築署委託設計，預計2030年完工。
- 彩石邨其中三座：位於上水的公屋屋邨，預計2025-28年完工。
- NOVO LAND：位於屯門的私人屋苑，於2023-25年間完工。
- 伍宜孫書院第三座學生宿舍：位於沙田香港中文大學校園內，預計2025年完工。
- 西沙（暫名）：位於大埔十四鄉的私人屋苑，興建中。

#### 澳門
- 氹仔社屋日昇樓：位於氹仔聚龍街／東北馬路，由澳門房屋局發展的社會房屋出租屋邨，於2016年落成。
- 日暉大廈：位於氹仔聚龍街，由澳門房屋局發展的經濟房屋出售屋苑，於2017年落成。
- 港珠澳大橋澳門口岸：位於珠澳口岸人工島南側，於2018年完工。

#### 台湾
- 信義之星：2002年完工。
- 寶徠花園廣場：2007年完工。
- 板信雙子星花园广场：2009年完工。
- 寶麗廣塲：2009年完工。
- 元大一品苑（豪宅案）：2010年完工。
- 桃園市京懋華爾道夫一期：2015年完工。
- 桃園市京懋華爾道夫二期：2016年完工。
- 新北市久泰皇品（豪宅案）：2017完工。
- 新北市朗廷會：2018完工。
- 永和三輝雙子星：2018完工。
- 桃園市京懋一號：2019完工。
- 新北市大吾疆御鑄：2019完工。
- 新北市久泰逸品：2019完工。
- 新北市久泰敦品：2020完工。
- 新北市久泰翠品：2022完工。
- 新北市久泰宸品（豪宅案）：2027完工。

#### 中國大陸
- 天津高银金融117
- 天津小白樓國際貿易中心：新加坡凱德集團發展
- 重慶來福士廣場：新加坡凱德集團發展
- 南京國際金融中心：與KPF建築事務所合作設計，新鴻基地產發展

### 註腳
1. 1 2 3 4  . 信報財經新聞 Lifestyle Journal.   [2014-04-14]. （原始内容存档于2014-04-15）.
2. 1 2 3  . 蘋果日報 果籽. 2013-07-08  [2018-08-26]. （原始内容存档于2020-06-22）.
3. ↑  震宇. . 商務印書館 香港. 2017年. ISBN 978-988-846-395-4.
4. ↑  . : 頁15.
5. ↑  . 古物古蹟辦事處.   [2018-08-23]. （原始内容存档于2020-09-18）.
6. ↑  .   [2018-08-21]. （原始内容存档于2018-08-21）.
7. ↑  PastAwards.pdf （页面存档备份，存于），歷屆香港建築師學會年獎一覽表
8. ↑  .   [2021-05-07]. （原始内容存档于2021-05-07）.
9. ↑  PRESS KIT ROYAL ORCHID SHERATON HOTEL & TOWERS, BANGKOK[永久]ROYAL ORCHID SHERATON HOTEL & TOWERS，2015年
10. 1 2 3  . www.p-t-group.com. 2017-02-20  [2019-04-09]. （原始内容存档于2020-02-02） （中文（简体））. P&T项目元朗体育馆今日（6月6日）开始正式投入服务了……建筑展展期至3月5日，当中可找到P&T两项建筑作品－－香港单车馆公园及香港知专设计学院的踪影。

### 書籍
- 伍江：《上海百年建筑史》，同济大学出版社，1997年
- 《西洋建築及其他（1842年以後）》，香港大學